# Parc des Glacis
Le parc des Glacis est un jardin public de Besançon, préfecture du Doubs, en région Bourgogne-Franche-Comté. Emménagé dans une partie des anciens remparts avancés du quartier Battant, entre la gare de Besançon-Viotte et le centre-ville historique (la Boucle), il fait partie du réseau des sites majeurs de Vauban et est inscrite depuis 2008, avec la citadelle de Besançon, au Patrimoine mondial de l'UNESCO.

## Historique
Ce parc du quartier Battant, s’intègre sur plusieurs hectares d'anciennes enceintes de défense militaire avancées intra-muros de La Boucle, et de la citadelle de Besançon édifiées par Vauban du XVIIe siècle.

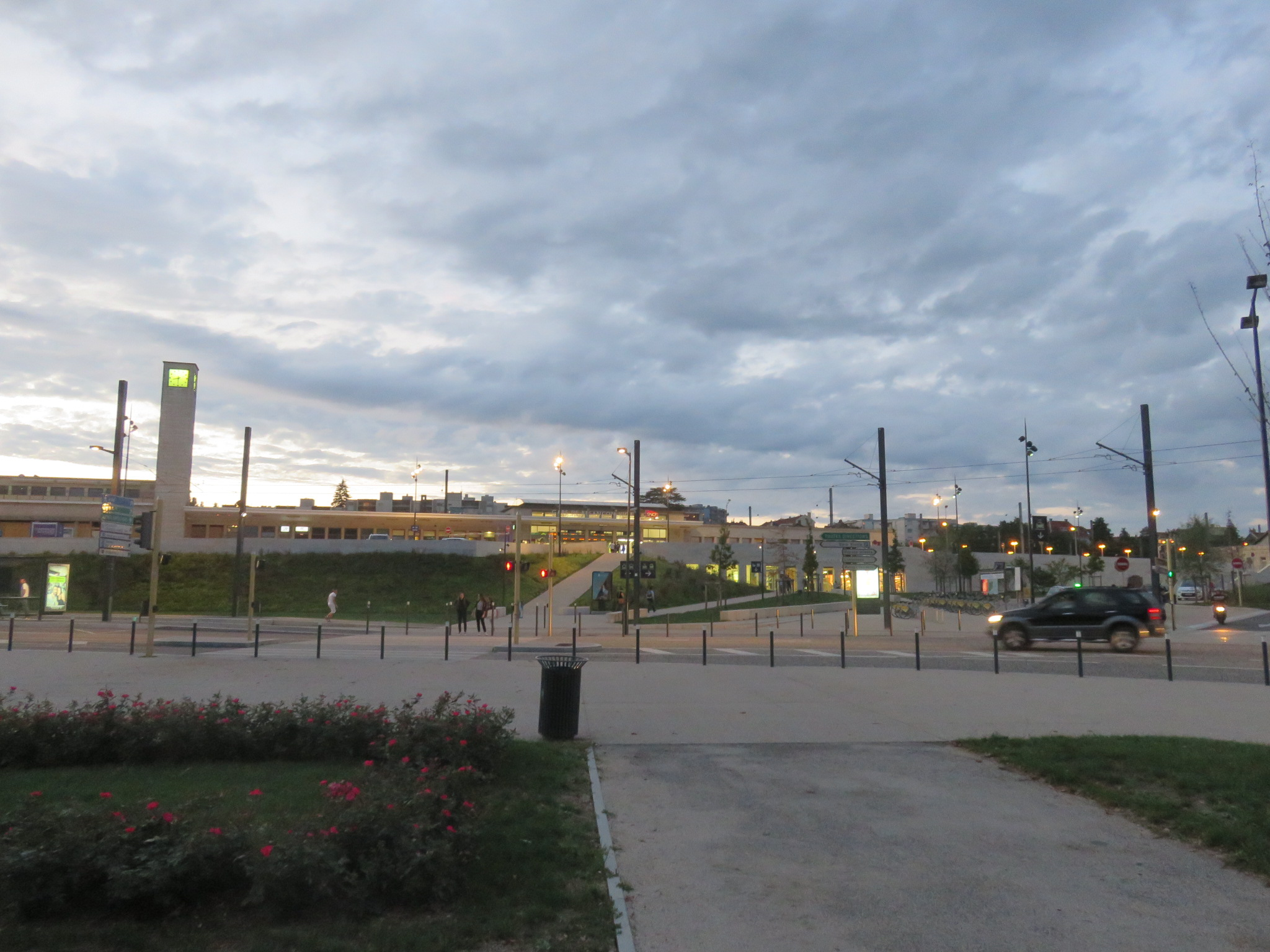
Gare de Besançon-Viotte.
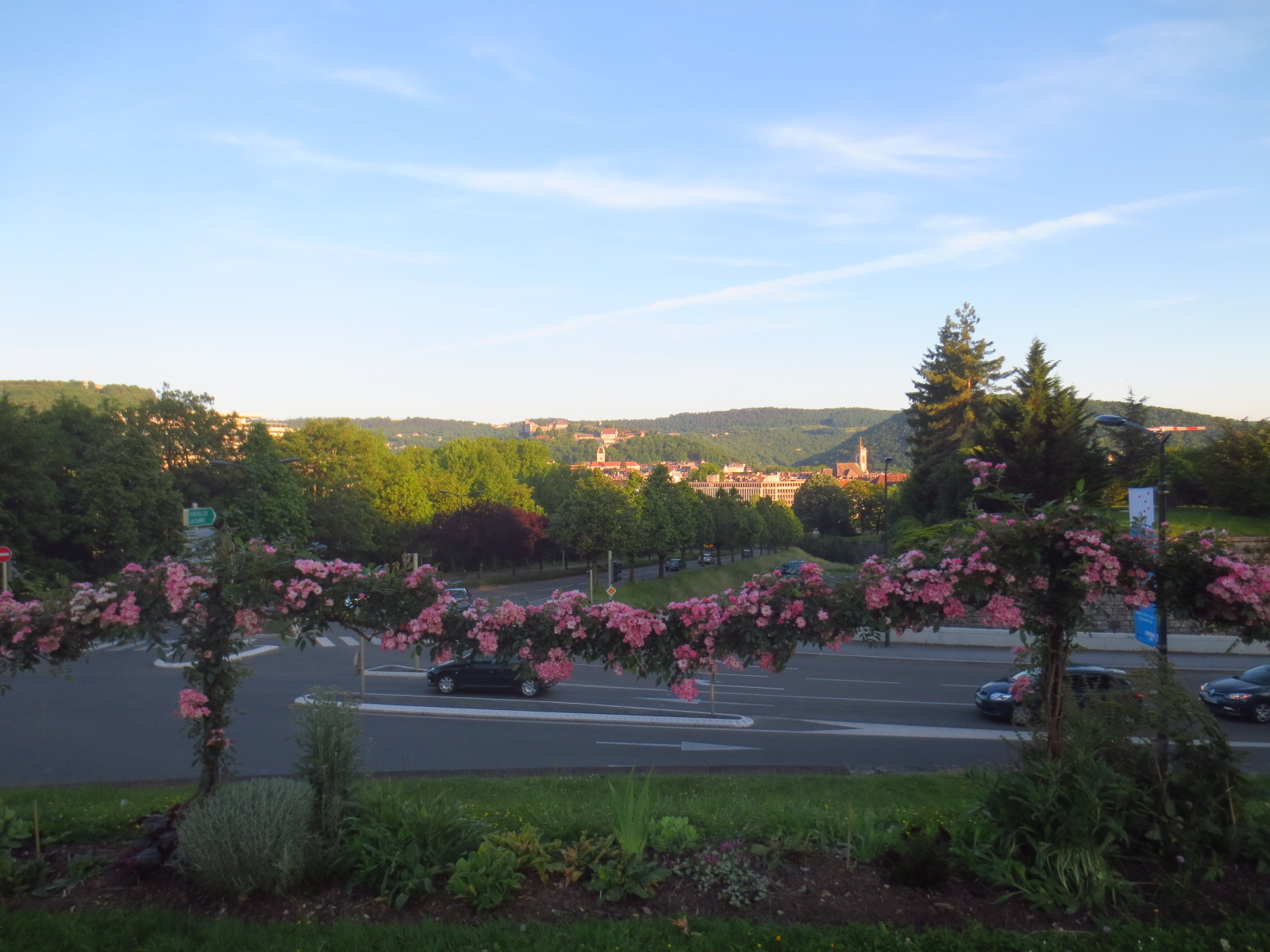
Vue sur La Boucle et sur la citadelle de Besançon.
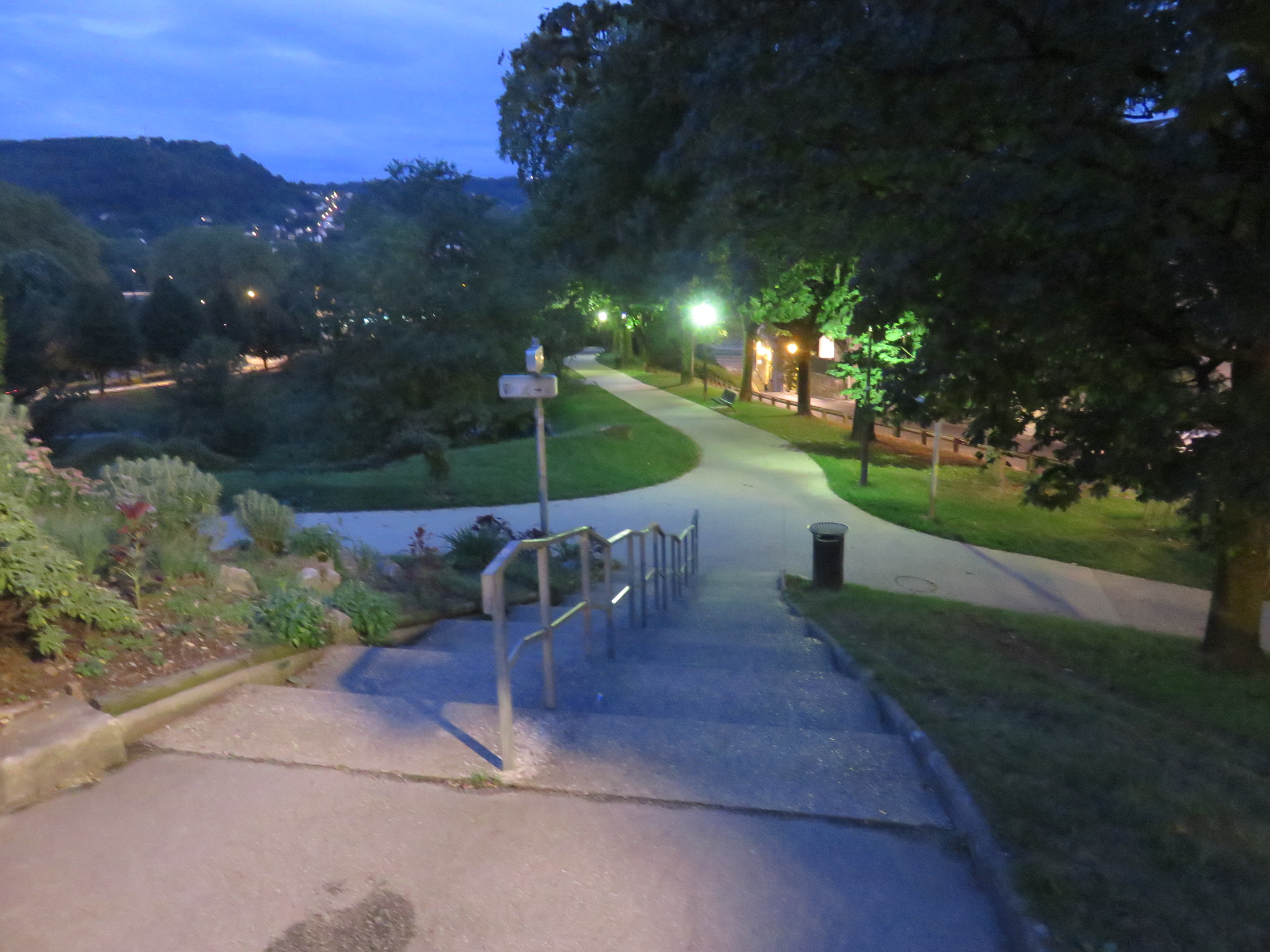
Accès piéton vers le centre-ville historique.
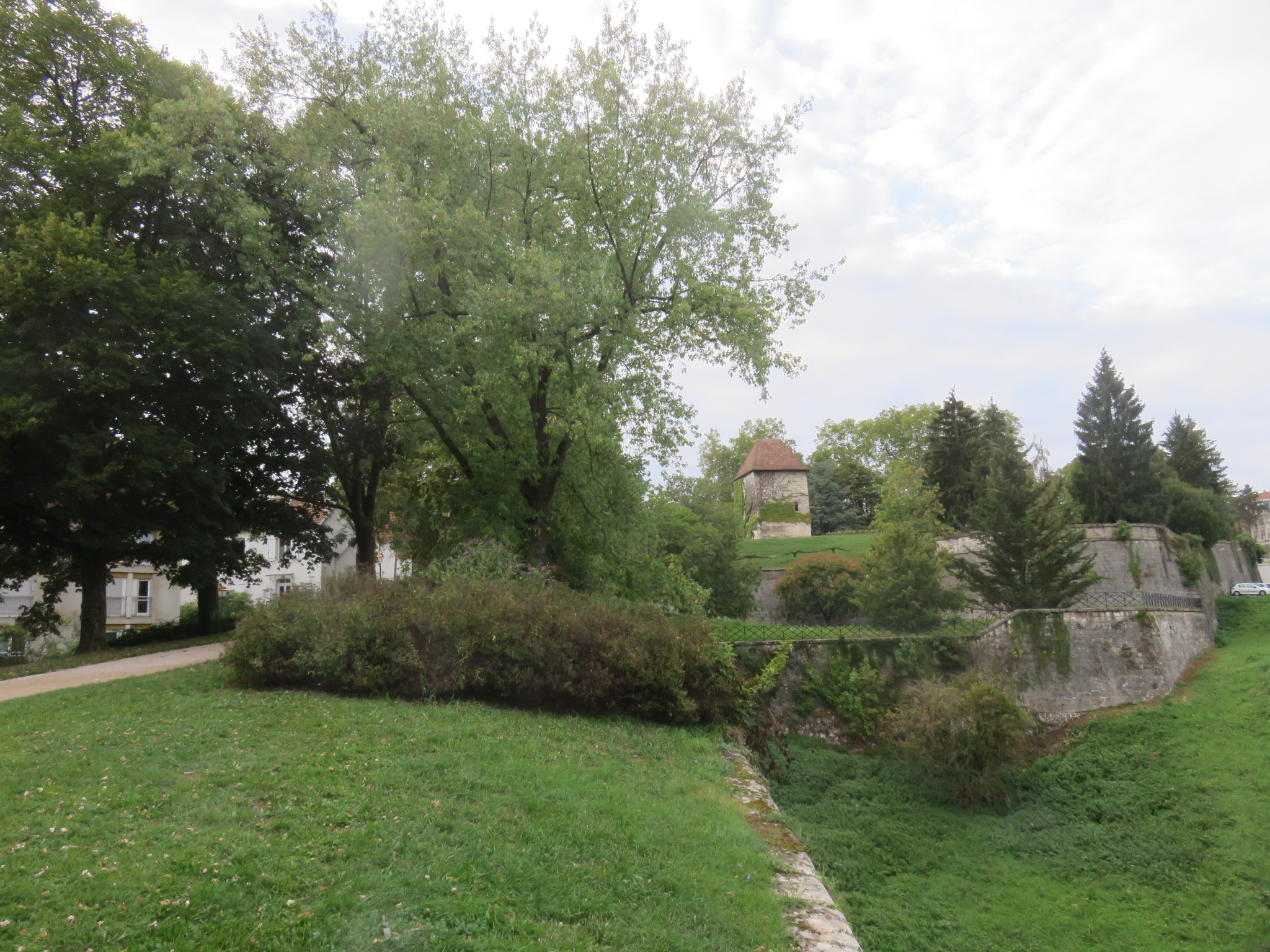
Vu depuis le bastion de Battant.

Il est inséré entre l'avenue de la Paix, la gare de Besançon-Viotte et sa station de Tramway de Besançon, l'avenue Edgar Faure, la Boucle du Doubs, le jardin botanique de Besançon, le Fort Griffon et le bastion de Battant. Il permet un accès piéton en quelques minutes au centre-ville historique, depuis la gare, par la rue Battant, les quais de Strasbourg et le pont Battant, ou bien par le pont Robert Schwint.

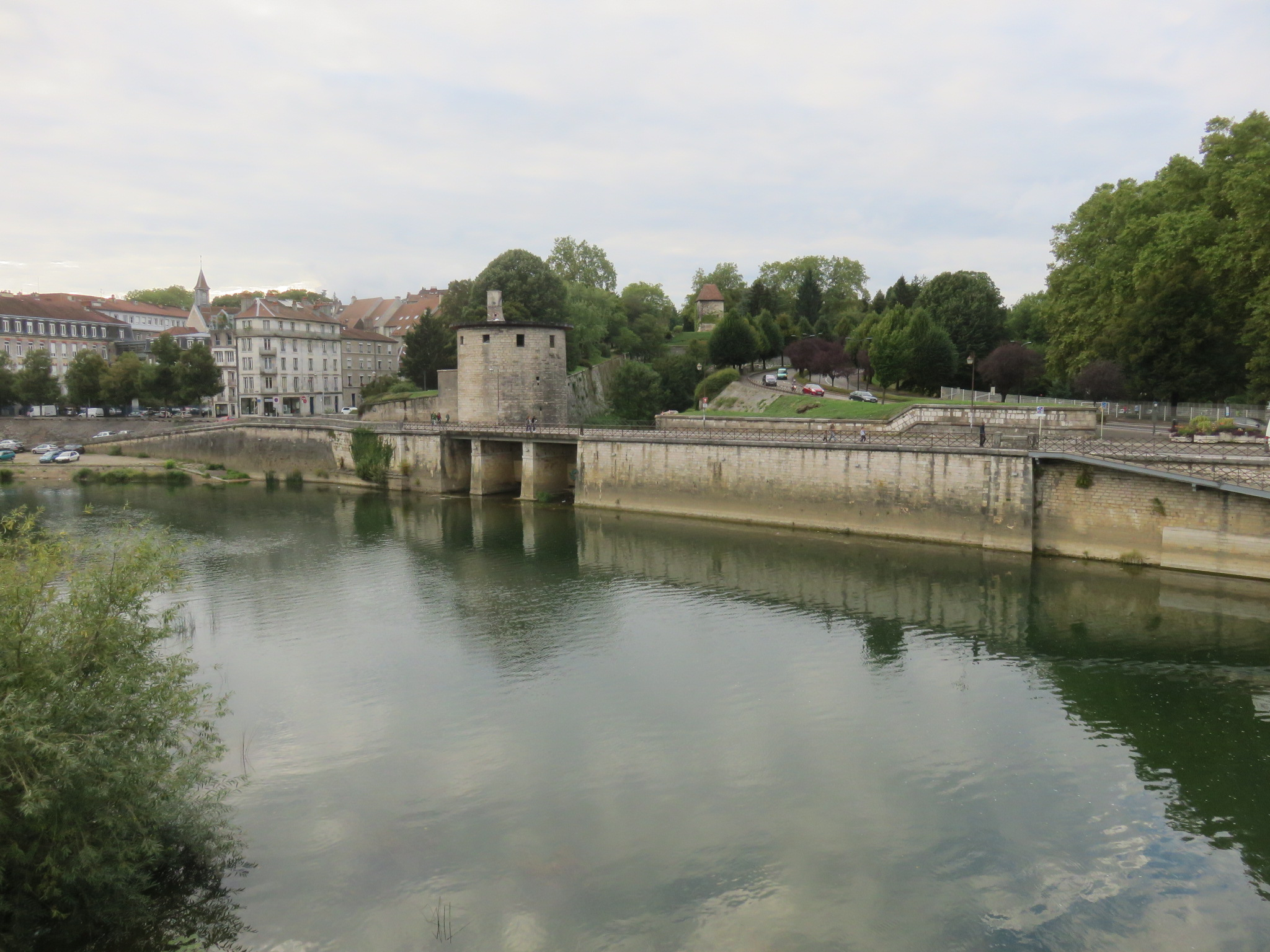
Vue depuis La Boucle.
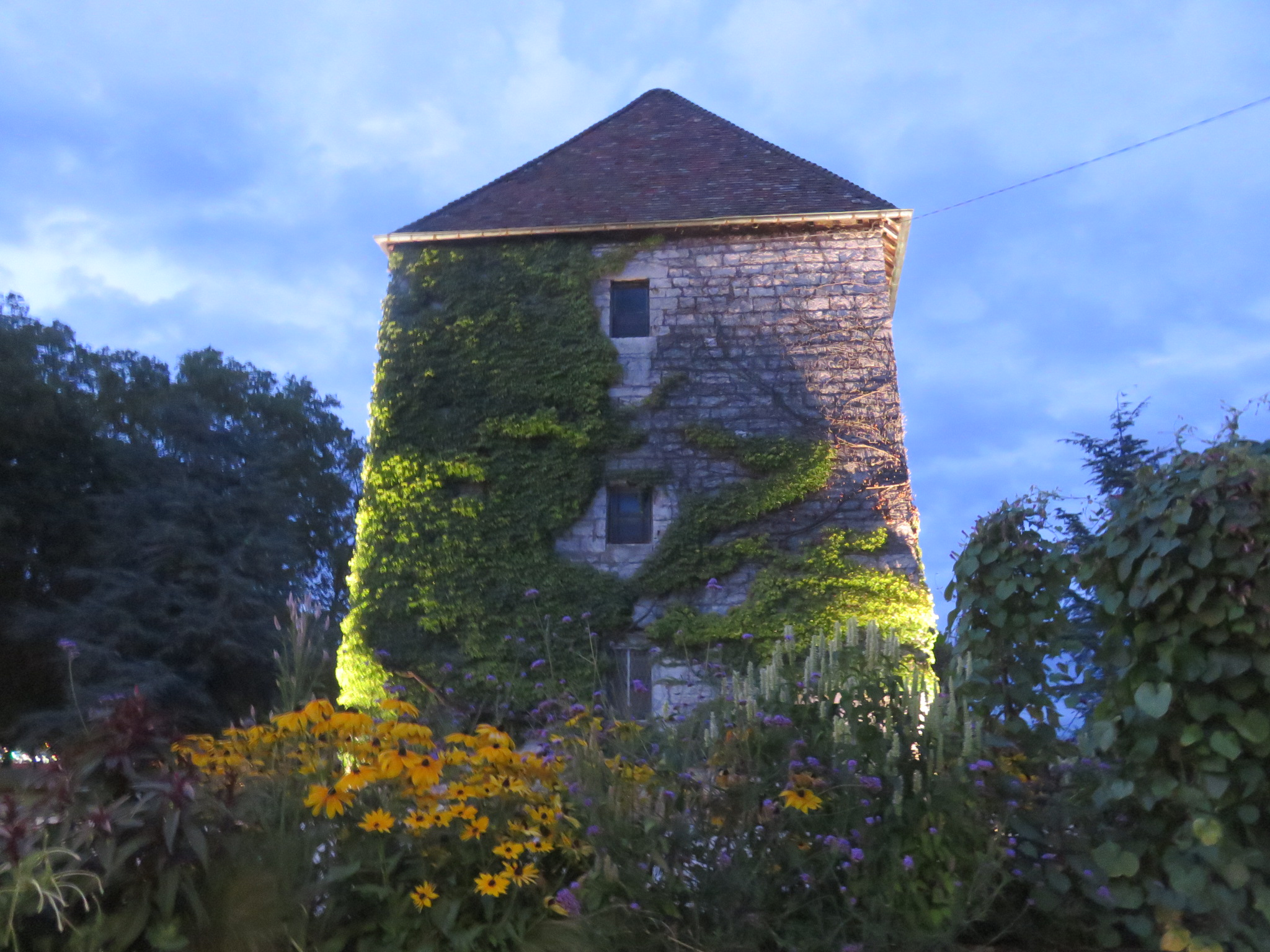
Tour de Montmart.
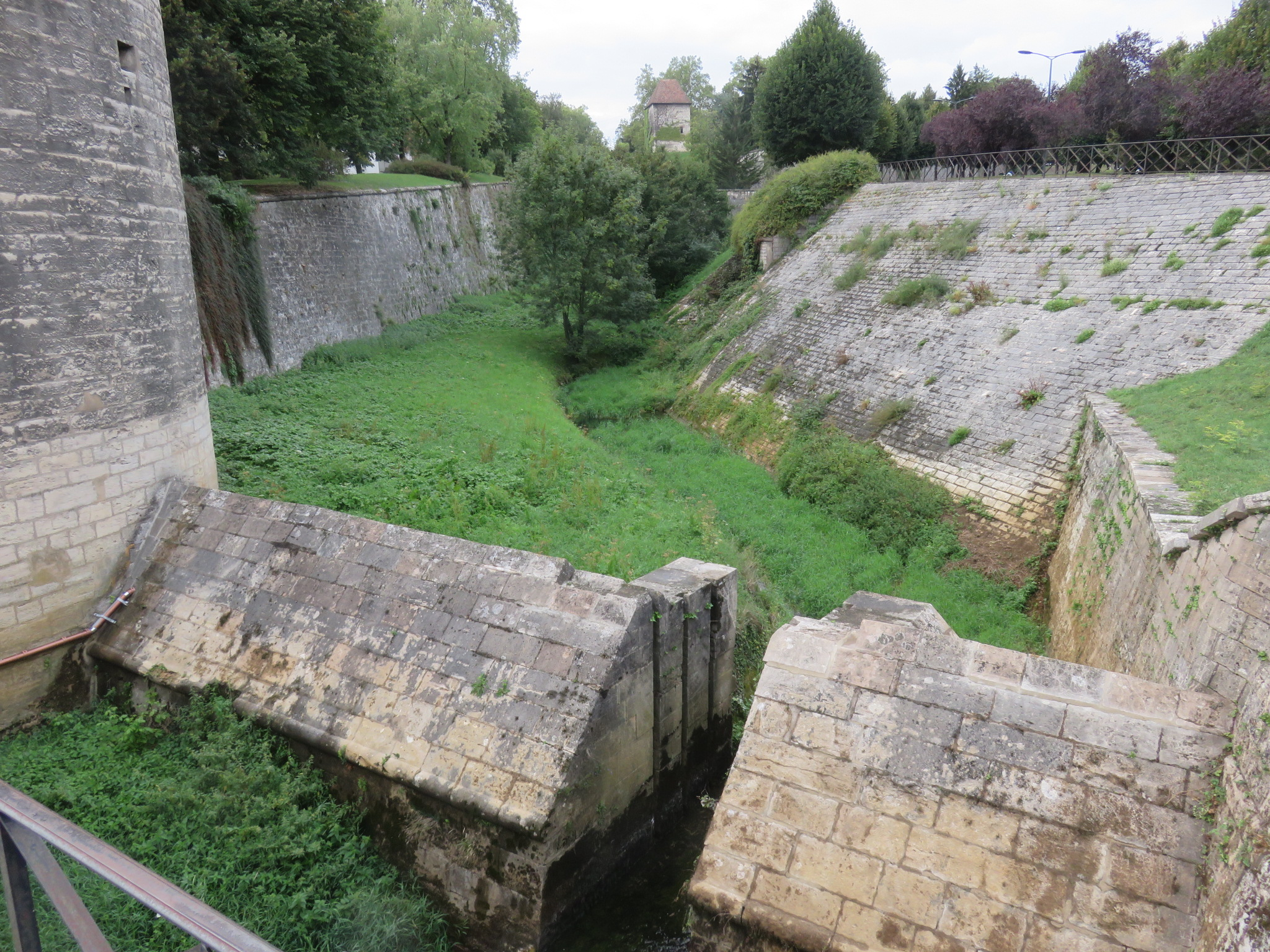
Bastion de Battant.
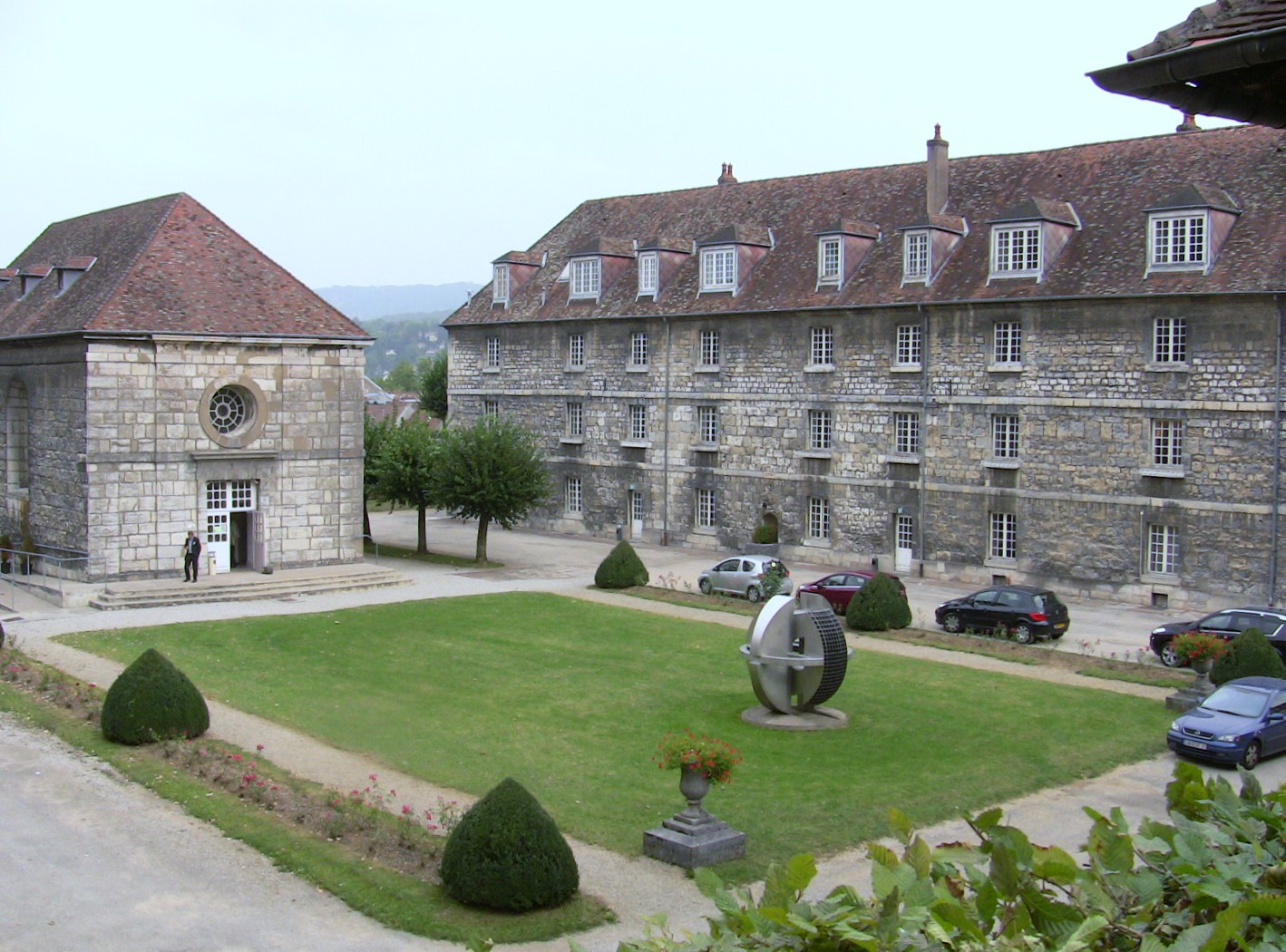
Fort Griffon.

La parc intègre :
- la tour de Montmart (XIIIe siècle, voisine de la tour de la Pelote, XVe siècle)
- l'esplanade lieutenant-colonel Joseph Barthelet (dit Boulaya, 1901-1957), responsable FFI de Besançon et de Franche-Comté durant la Seconde Guerre mondiale.

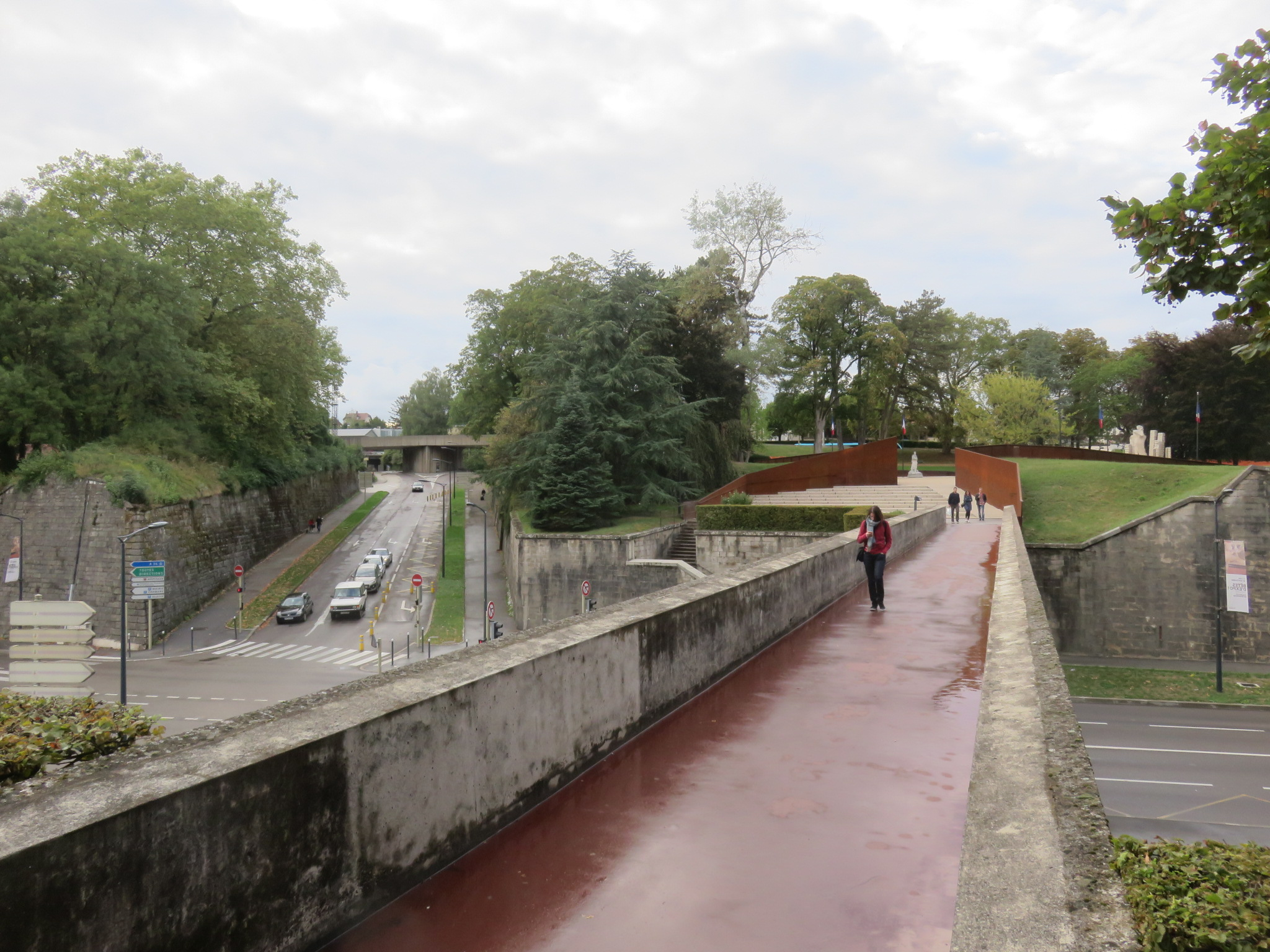
Accès piéton vers le centre-ville historique.
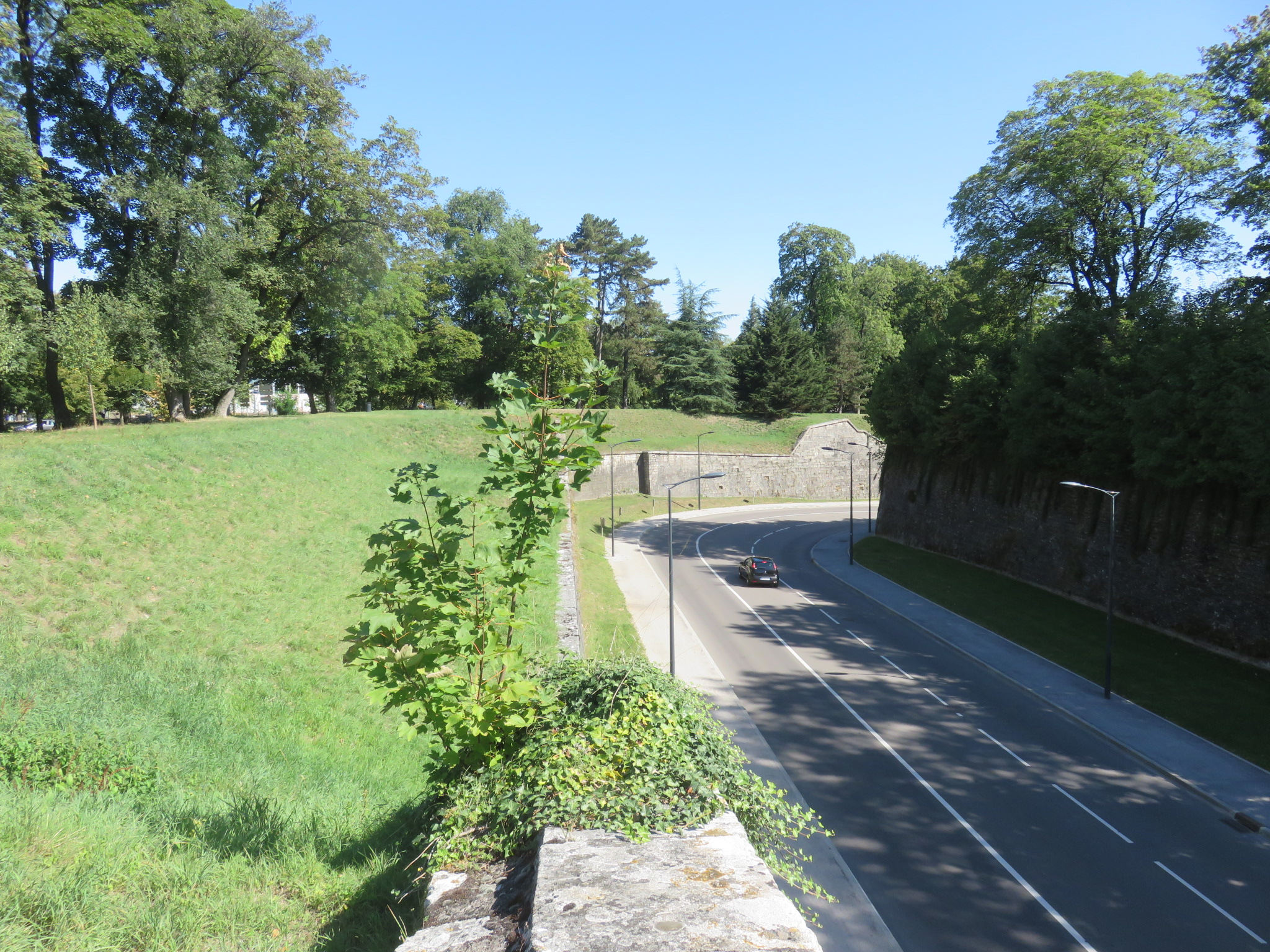
Remparts intra-muros.
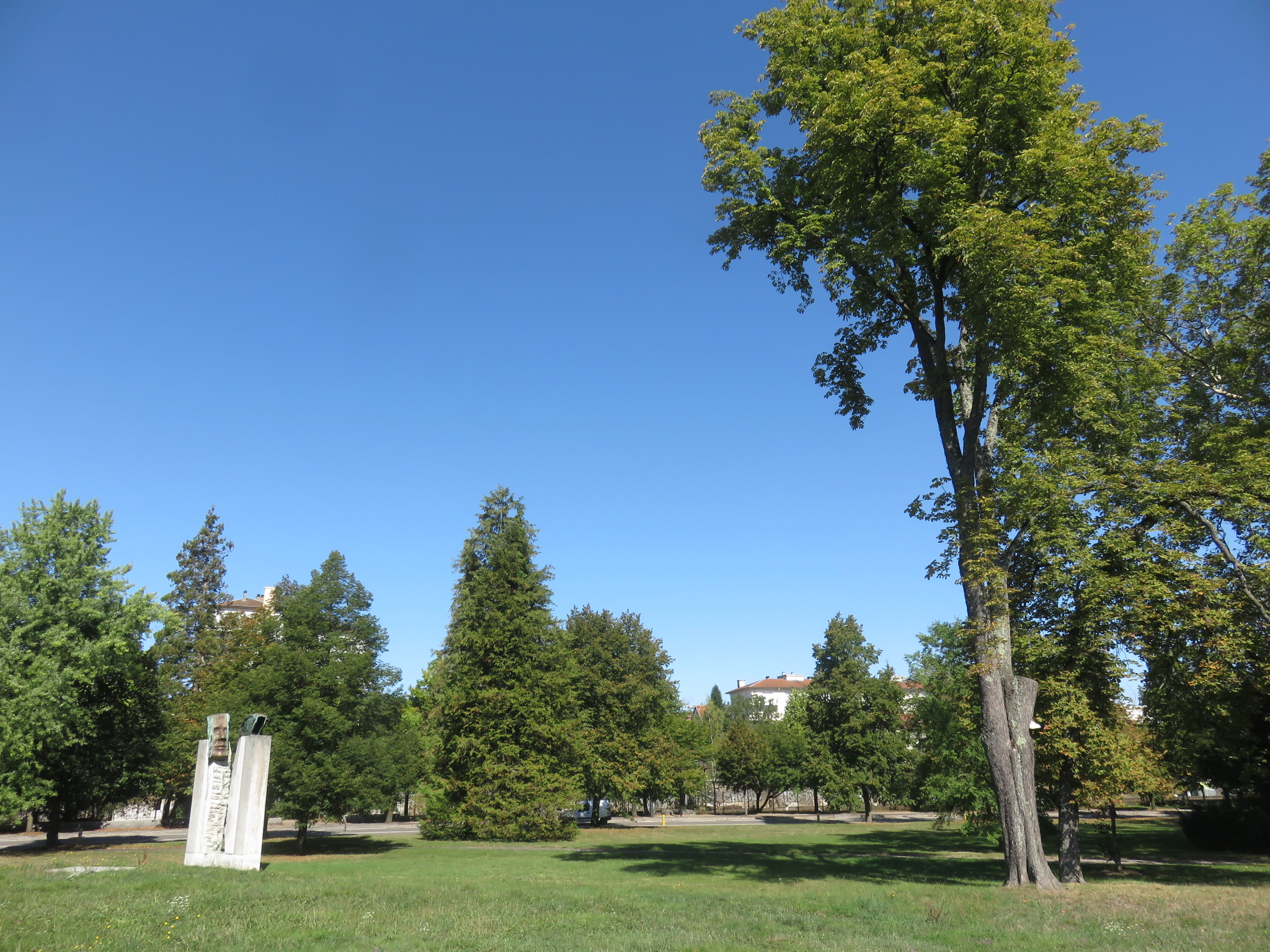
Esplanade Joseph-Barthelet.
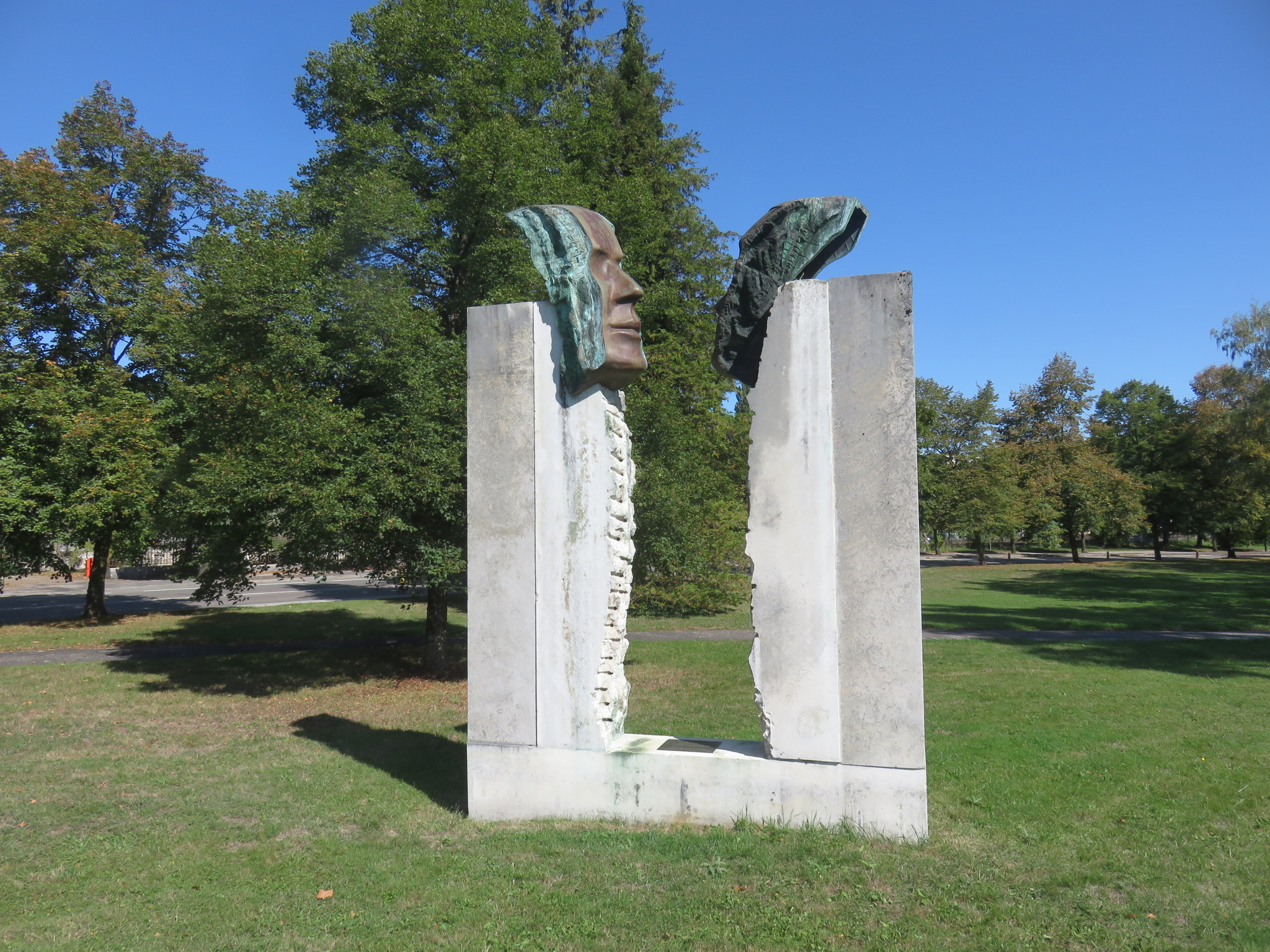
Monument aux morts, inauguré par François Mitterrand .

- L'esplanade Colonel-Jean-Morin, dédiée au colonel Jean Morin (1893-1979), commandant de la résistance FFI en Franche-Comté entre 1943 et 1944.

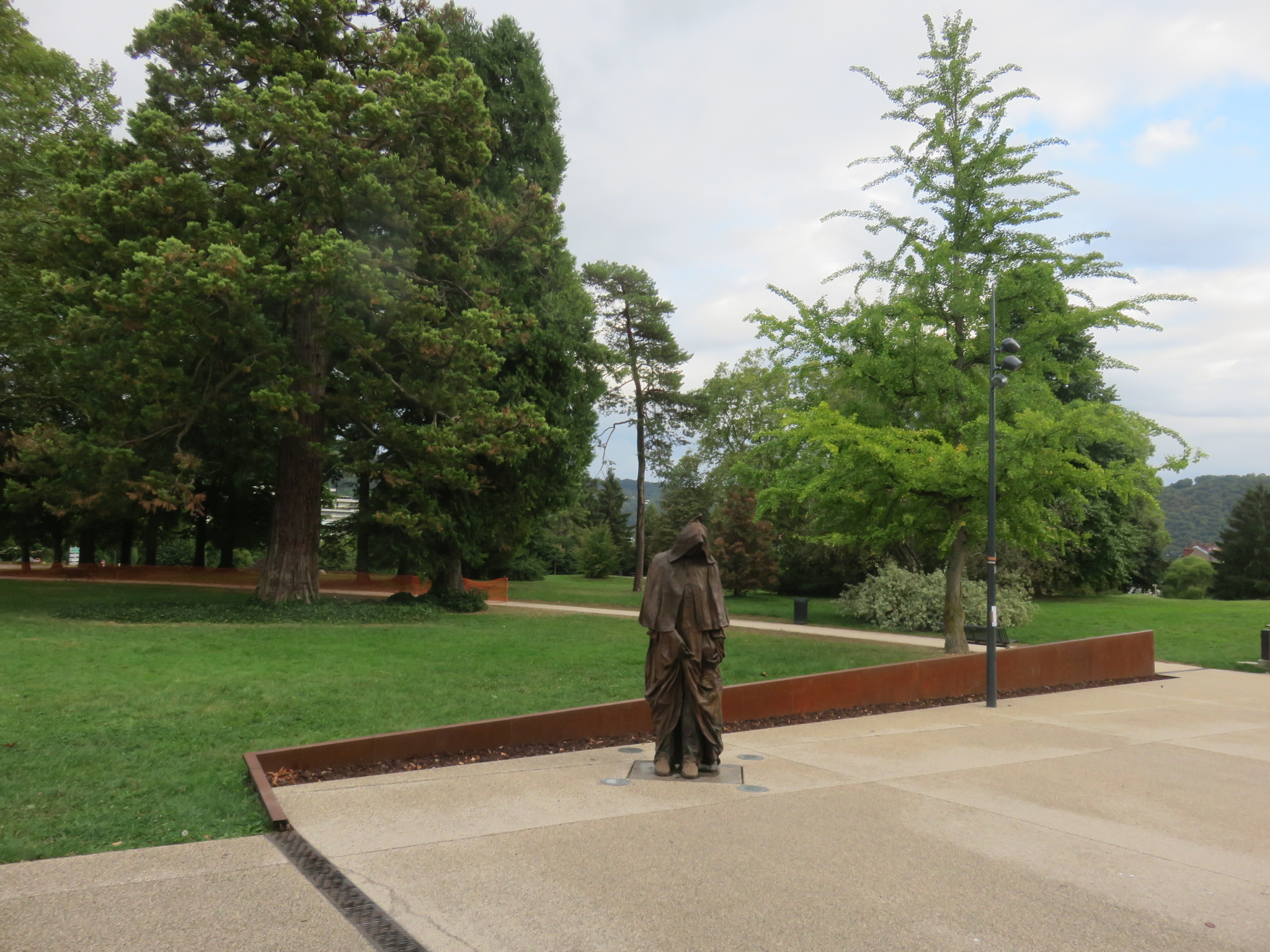
L’homme et l’enfant, du sculpteur sénégalais Ousmane Sow, commémore les combattants des forces armées françaises et de la résistance des deux guerres mondiales.
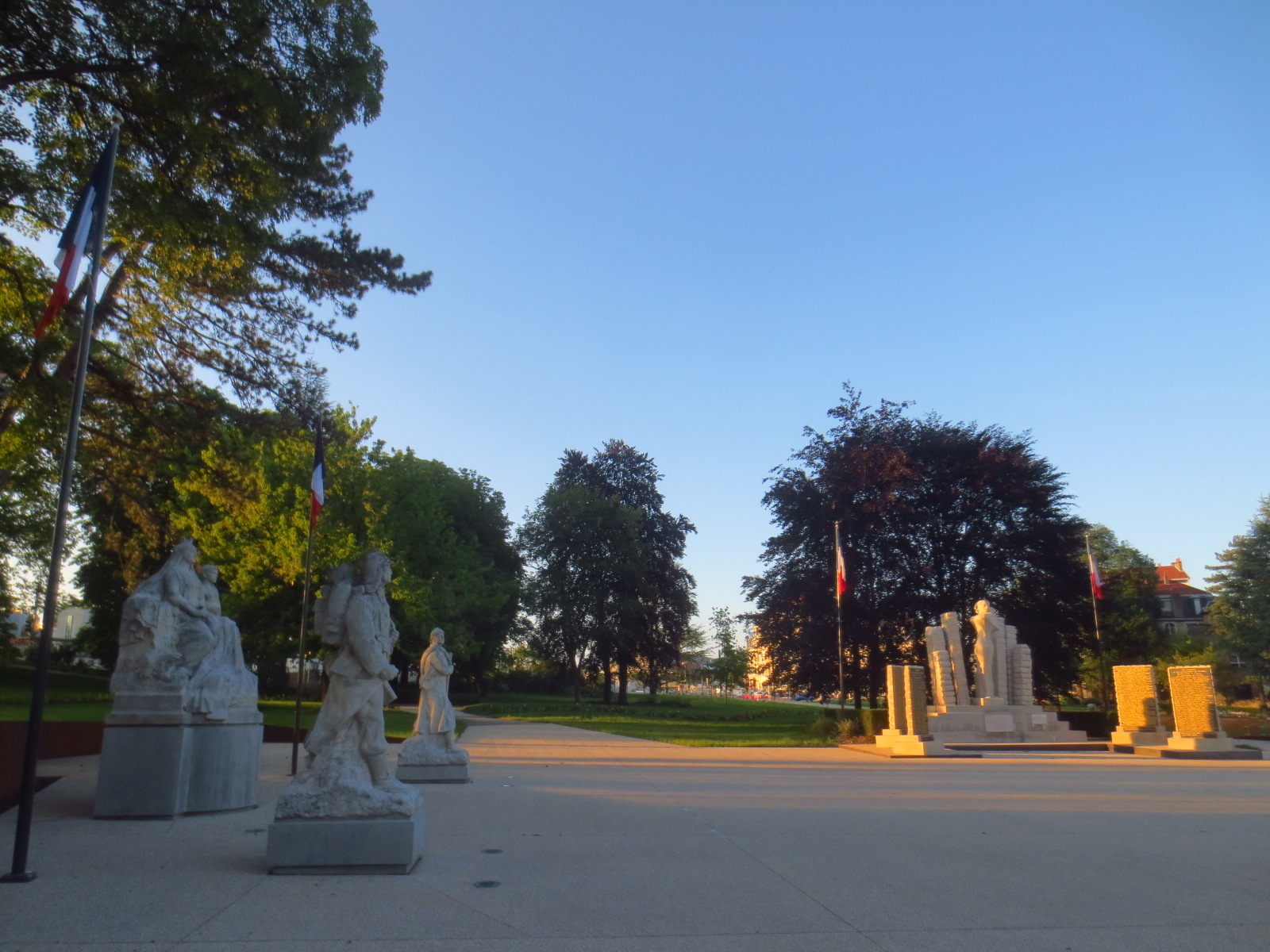
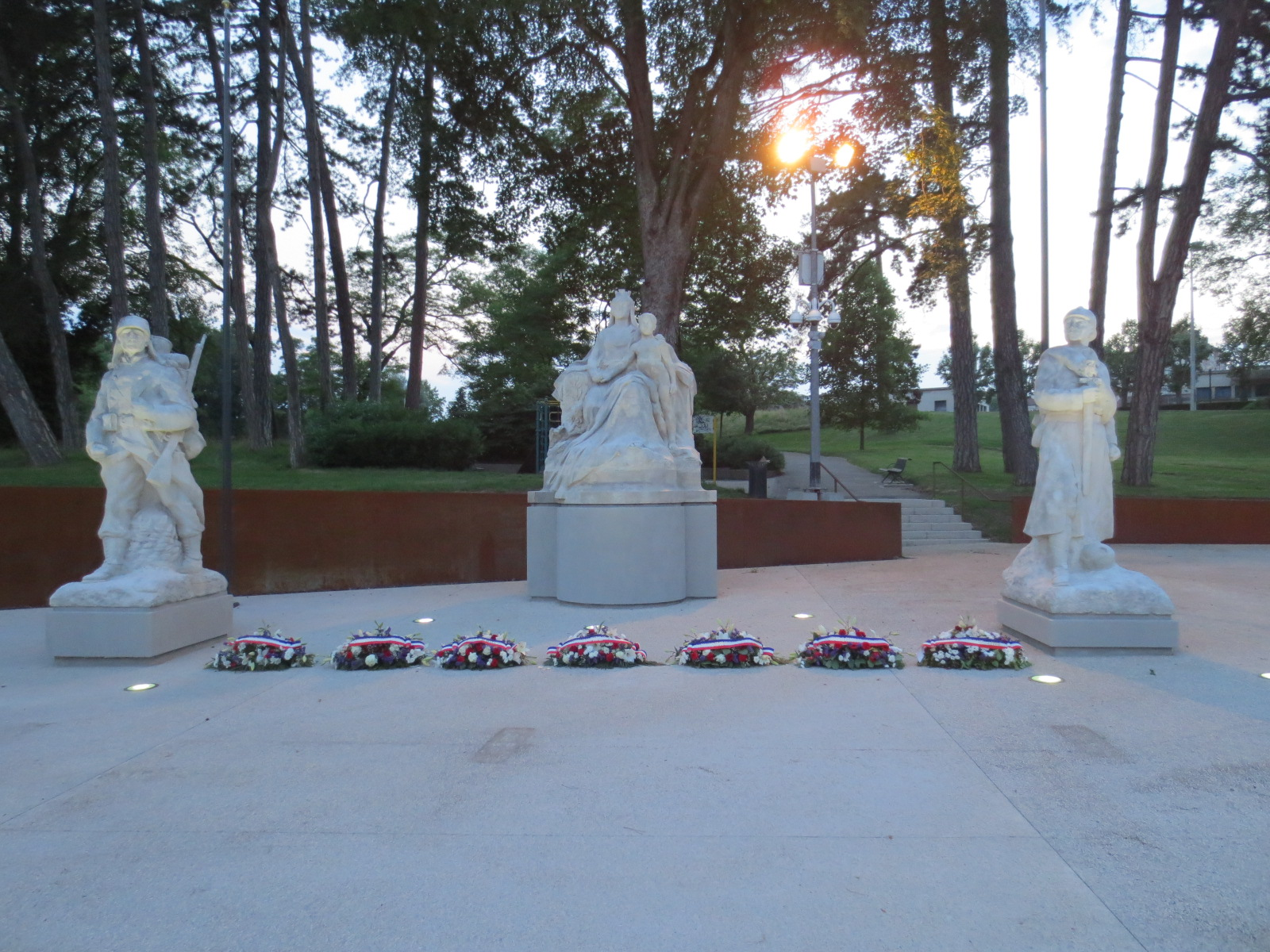
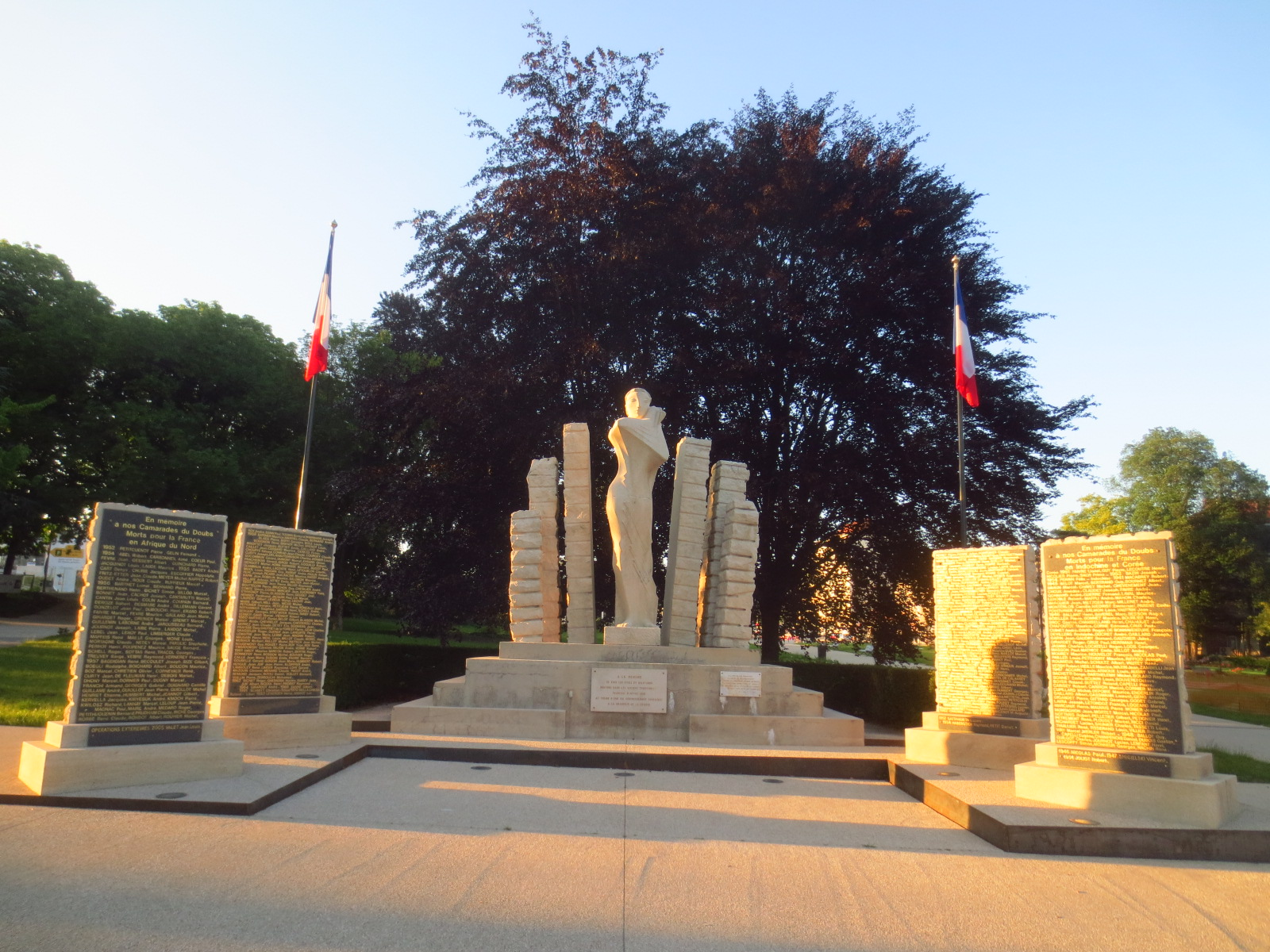
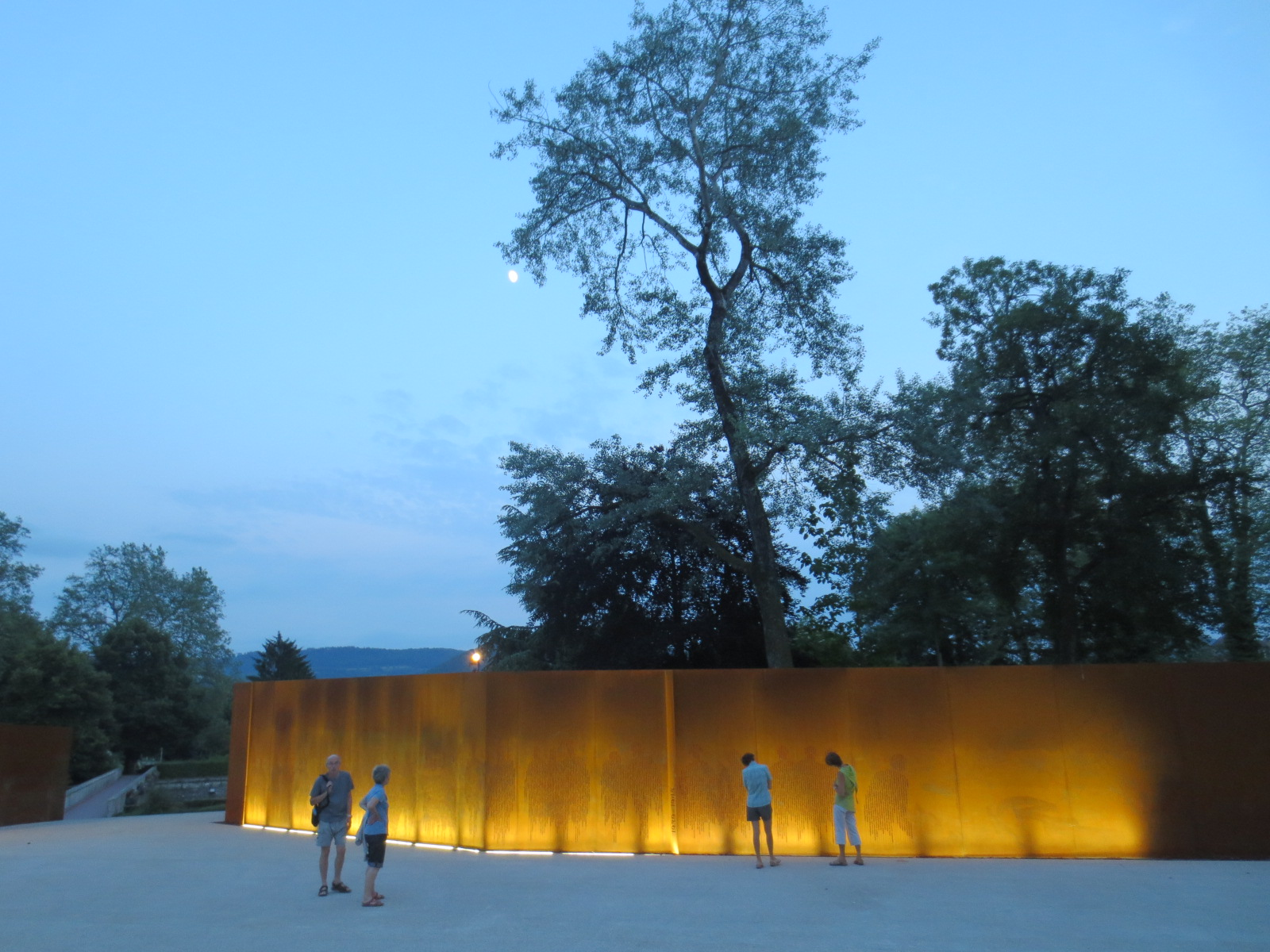